# Коп-ван-Зуїд

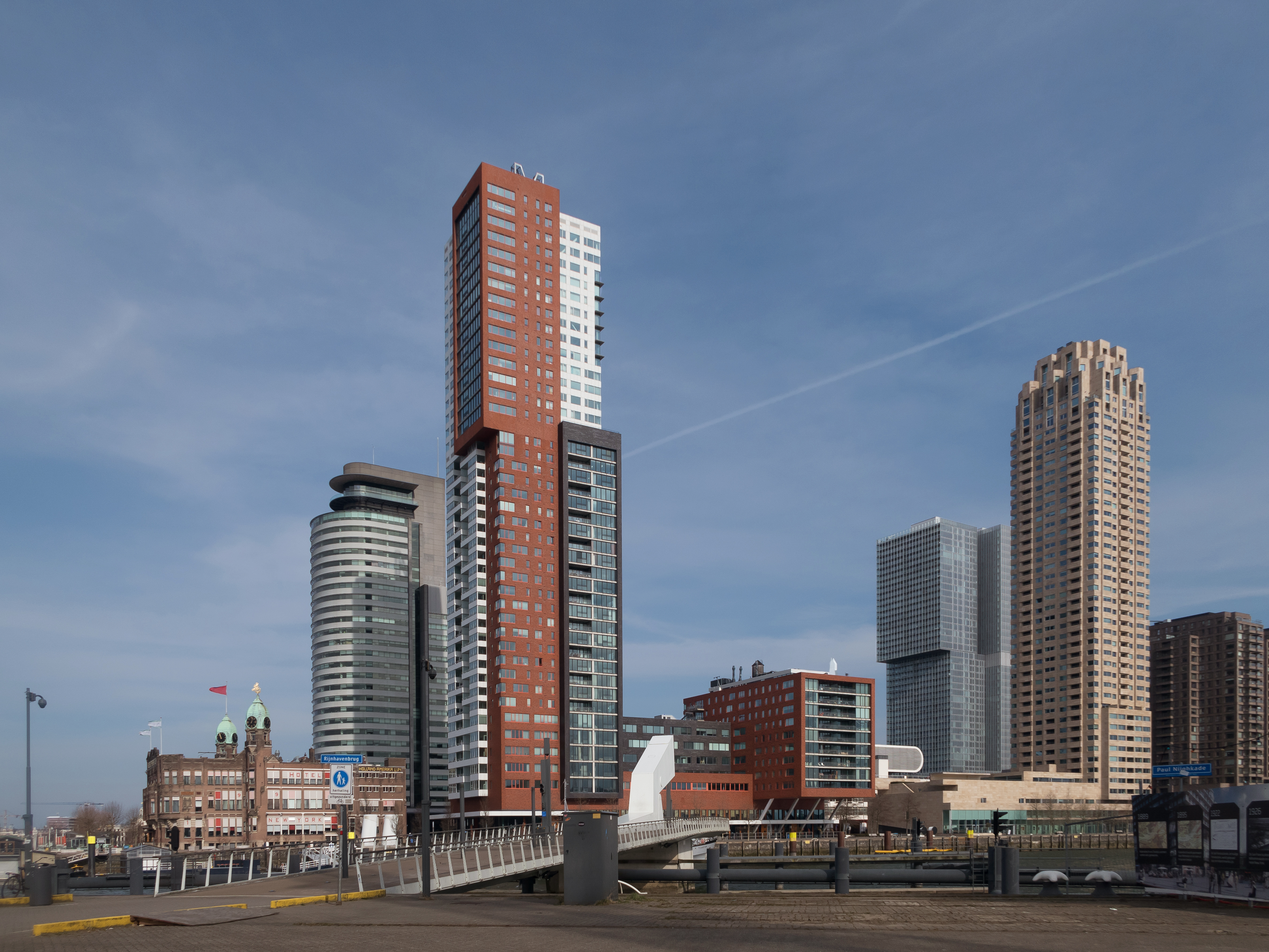
Коп-ван-Зуїд краєвид Де-Рейнхавенбруг з готелем Нью-Йорк, портом Роттердама, Монтевідео та Роттердамом

Коп-ван-Зуїд (нід. Kop van Zuid) — квартал Роттердама, Нідерланди, розташований на південному березі Ньїве-Маас навпроти центру міста. Район відносно молодий[коли?]  і містить причал Вільгельміни, а також V, обмежену вулицею Роуз та залізничною лінією з одного боку та Роттердам-Дордрехт Хіллейдак, Гілл-стріт та Рійнхафен з іншого.
Коп-ван-Зуйд побудований на старих занедбаних портових територіях навколо Бінненхафена, Ентрепотафена, Спорвеггафена, Рійнхафена та пірсу Вільгельміни. Ці портові ділянки та Ньїве-Маас зробили значну фізичну відстань між центром та північчю Маас та півдні Роттердама. Перетворивши цю територію на міську зону та забезпечивши кращу інфраструктуру, планувальники прагнули об’єднати північну та південну частини міста.

## Будівлі
- De Rotterdam (2013)
- Entrepotgebouw (1879)
- Портгебау (1879)
- Гавана (2011)
- Готель Нью-Йорк (1901)
- Міст Еразма (1996)
- Вільгельмінахоф: Суд і податок (1997)
- Торен-оп-Зуїд (1999)
- Hogeschool Inholland (2000)
- Де-Пеперкліп (1981)
- Світовий портовий центр (2000)
- Театр Луксор (2001)
- Монтевідео (2005)
- Де-Компаньї (2005)
- Новий Орлеан (2010)
- Маасторен (2009)
- Де-Балтімор (2010)